# Cmentarz żydowski w Karczewie
Cmentarz żydowski w Karczewie – został założony w XIX wieku i zajmuje powierzchnię 2 ha, na której zachowało się około pięćdziesięciu nagrobków, z których najstarszy pochodzi z 1876 roku.

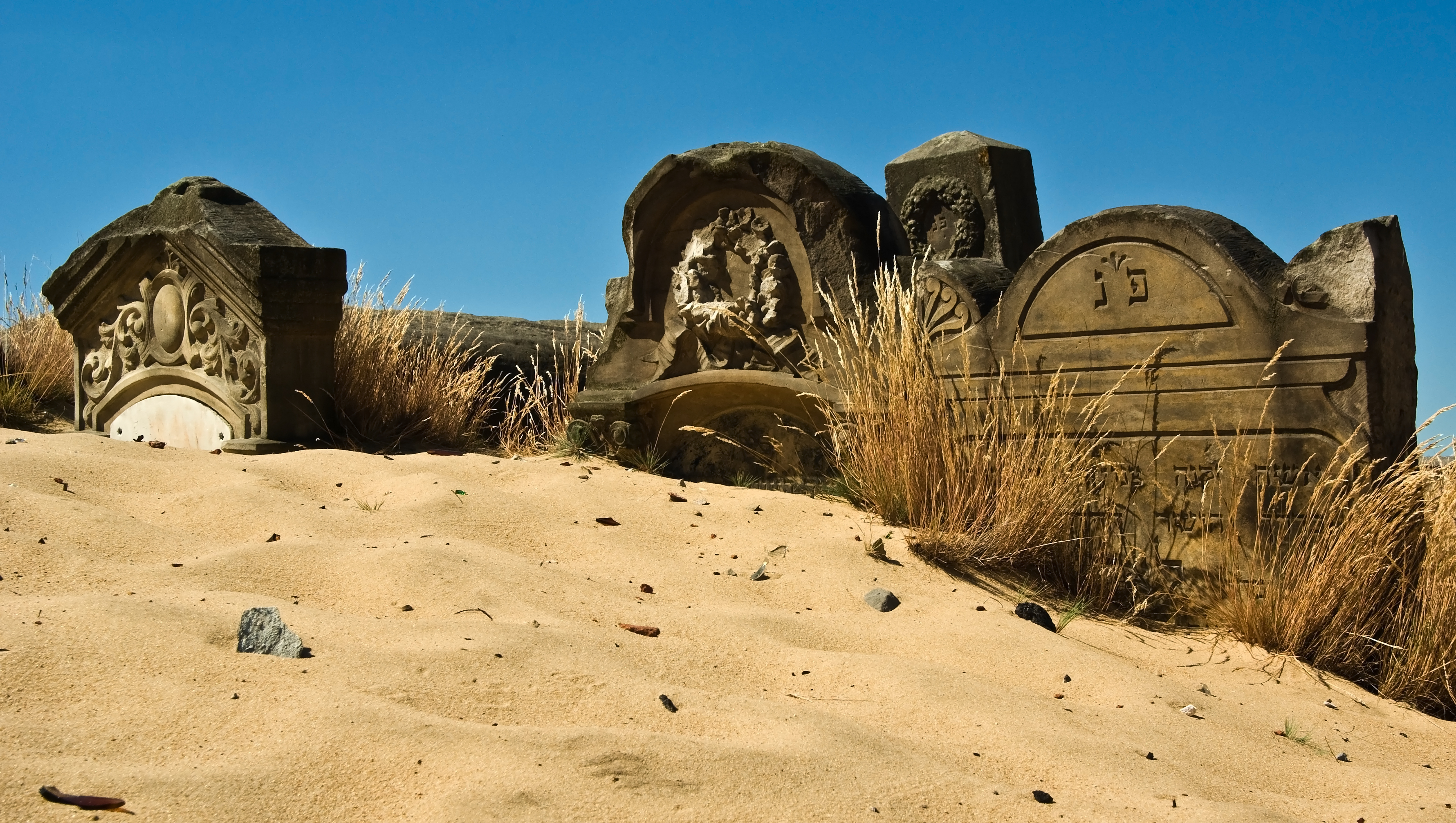
Macewy na cmentarzu żydowskim w Karczewie